# Sainte-Sabine-sur-Longève
 Sainte-Sabine-sur-Longève  es una población y comuna francesa, situada en la región de Países del Loira, departamento de Sarthe, en el distrito de Mamers y cantón de Conlie.

## Demografía
| 496 | 508 | 468 | 543 | 569 | 563 |
| Para los censos de 1962 a 1999 la población legal corresponde a la población sin duplicidades (Fuente: INSEE [Consultar]) |     |     |     |     |     |